# أعيوج لينة
العجرمية قرية ومركز إداري من فئة (ب) تابع لمحافظة رفحاء بمنطقة الحدود الشمالية في السعودية.